# マリーナ・マルコワ
マリーナ・マルコワ（ロシア語: Марина Маркова、ラテン文字転写: Marina Markova、2001年1月27日 - ）は、ロシアの女子バレーボール選手。ポジションはアウトサイドヒッター。ロシア代表。

## 来歴
サンクトペテルブルク出身。2019年、アメリカのシラキュース大学へ進学。2022年、フロリダ大学へ編入しNCAA女子バレーボール選手権など全31試合に出場した。卒業後の2023年4月、トルコのSigorta Shopと契約し、2023/24シーズンの途中まで出場した。2024年2月、イタリアセリエA1のイゴール・ゴルゴンゾーラ・ノヴァーラへ移籍し、セリエA1リーグ4位となった。その後、2024年4月、インドネシアのJakarta Elektrik PLNでプレーすることが発表され、インドネシアリーグでは準優勝した。2024/25シーズンはトルコリーグのワクフバンクSKでプレーすることが発表された。

## 所属クラブ
- シラキュース大学（2019-2022年）
- フロリダ大学（2022-2023年）
- Sigorta Shop（2023-2024年）
- イゴール・ゴルゴンゾーラ・ノヴァーラ（2024年）
- Jakarta Elektrik PLN（2024年）
- ワクフバンクSK（2024年-）